# カリン・クッツ
カリン・クッツ（Karin Kutz、1961年1月30日 - ) はドイツのキール出身の柔道選手。現役時代は72kg超級の選手。

## 人物
西ドイツの72kg超級の選手として1980年代初期から活躍していたものの、大きな大会での実績はなかった。しかし、1986年の世界選手権では準決勝でベルギーのイングリッド・ベルグマンスに技ありで敗れたが3位となった。1987年に地元のエッセンで開催された世界選手権無差別では初戦で中国の高鳳蓮に敗れるが、敗者復活戦を勝ち上がって前回に続いて3位となった。1988年にはフランス国際で優勝を飾った。その後も国際大会で一定の活躍をするものの、1992年のバルセロナオリンピックには国内の代表争いに敗れて出場できなかった。

## 主な戦績
(階級表記のない大会は全て72kg超級での成績)
- 1980年 - オランダ国際 2位
- 1980年 - オーストリア国際 優勝
- 1981年 - イギリス国際 2位
- 1983年 - オーストリア国際 3位
- 1984年 - ヨーロッパ選手権 無差別 3位
- 1985年 - ヨーロッパ選手権 5位(無差別)
- 1985年 - オランダ国際 3位
- 1985年 - イギリス国際 72kg超級 2位 無差別 3位
- 1985年 - アメリカ国際 72kg超級 3位 無差別 3位
- 1985年 - 福岡国際 無差別 3位
- 1986年 - ドイツ国際 2位
- 1986年 - ヨーロッパ選手権 無差別 3位
- 1986年 - オーストリア国際 優勝
- 1986年 - イギリス国際 2位
- 1986年 - 世界選手権 無差別 3位
- 1987年 - ベルギー国際 優勝
- 1987年 - ドイツ国際 3位
- 1987年 - ヨーロッパ選手権 3位
- 1987年 - イギリス国際 無差別 3位
- 1987年 - 世界選手権 無差別 3位
- 1987年 - 福岡国際 3位
- 1988年 - フランス国際 優勝
- 1988年 - ドイツ国際 3位
- 1988年 - オランダ国際 3位
- 1988年 - ヨーロッパ選手権 3位
- 1988年 - オーストリア国際 3位
- 1989年 - ベルギー国際 2位
- 1989年 - オーストリア国際 優勝
- 1990年 - ドイツ国際 2位
- 1990年 - ベルギー国際 優勝
- 1990年 - オーストリア国際 2位
- 1991年 - ベルギー国際 3位
- 1991年 - ドイツ国際 3位
- 1991年 - イギリス国際 優勝
- 1991年 - ヨーロッパ選手権 無差別 3位
- 1991年 - オーストリア国際 3位
- 1992年 - オランダ国際 2位
- 1992年 - ヨーロッパ選手権 無差別 3位
- 1992年 - アメリカ国際 72kg超級 2位 無差別 3位
- 1993年 - ヨーロッパ選手権 無差別 3位
- 1994年 - イギリス国際 3位
- 1994年 - ヨーロッパ選手権 無差別 5位